# Salles-Arbuissonnas-en-Beaujolais
Salles-Arbuissonnas-en-Beaujolais ist eine französische Gemeinde mit 789 Einwohnern (Stand: 1. Januar 2022) im Département Rhône in der Region Auvergne-Rhône-Alpes. Sie gehört zum Arrondissement Villefranche-sur-Saône und zum Kanton Gleizé (bis 2015: Kanton Belleville). Die Einwohner werden Stéphanois genannt.

## Geographie
Salles-Arbuissonnas-en-Beaujolais liegt etwa 34 Kilometer nordnordwestlich von Lyon und etwa acht Kilometer nordwestlich von Villefranche-sur-Saône in der historischen Landschaft und im Weinbaugebiet des Beaujolais. Am Nordrand der Gemeinde fließt die Vauxonne entlang. Umgeben wird Salles-Arbuissonnas-en-Beaujolais von den Nachbargemeinden Le Perréon im Norden und Nordwesten, Saint-Étienne-des-Oullières im Norden und Nordosten, Blacé im Süden und Osten sowie Vaux-en-Beaujolais im Westen.

## Geschichte
1975 wurden die Gemeinden Salles und Arbuissonnas zusammengeschlossen.

## Bevölkerungsentwicklung
| Jahr                       | 1962 | 1968 | 1975 | 1982 | 1990 | 1999 | 2006 | 2012 |
| Einwohner                  | 289  | 340  | 459  | 513  | 507  | 629  | 732  | 816  |
| Quellen: Cassini und INSEE |      |      |      |      |      |      |      |      |

## Sehenswürdigkeiten
- Kirche Saint-Martin in Salles
- Reste der früheren Priorei des Klosters Cluny
- Kirche von Arbuissonnas aus dem 19. Jahrhundert

## Meteorit
Am 12. März 1798 fiel bei Salles ein rund neun Kilogramm schwerer Meteorit – zu einer Zeit, als die kosmische Herkunft von Meteoriten noch kein wissenschaftlicher Konsens war. Später wurde der Salles-Meteorit als Chondrit des Typs L5 klassifiziert.

## Persönlichkeiten
- Georges Dufrénoy (1870–1943), Maler des Postimpressionismus

## Weblinks

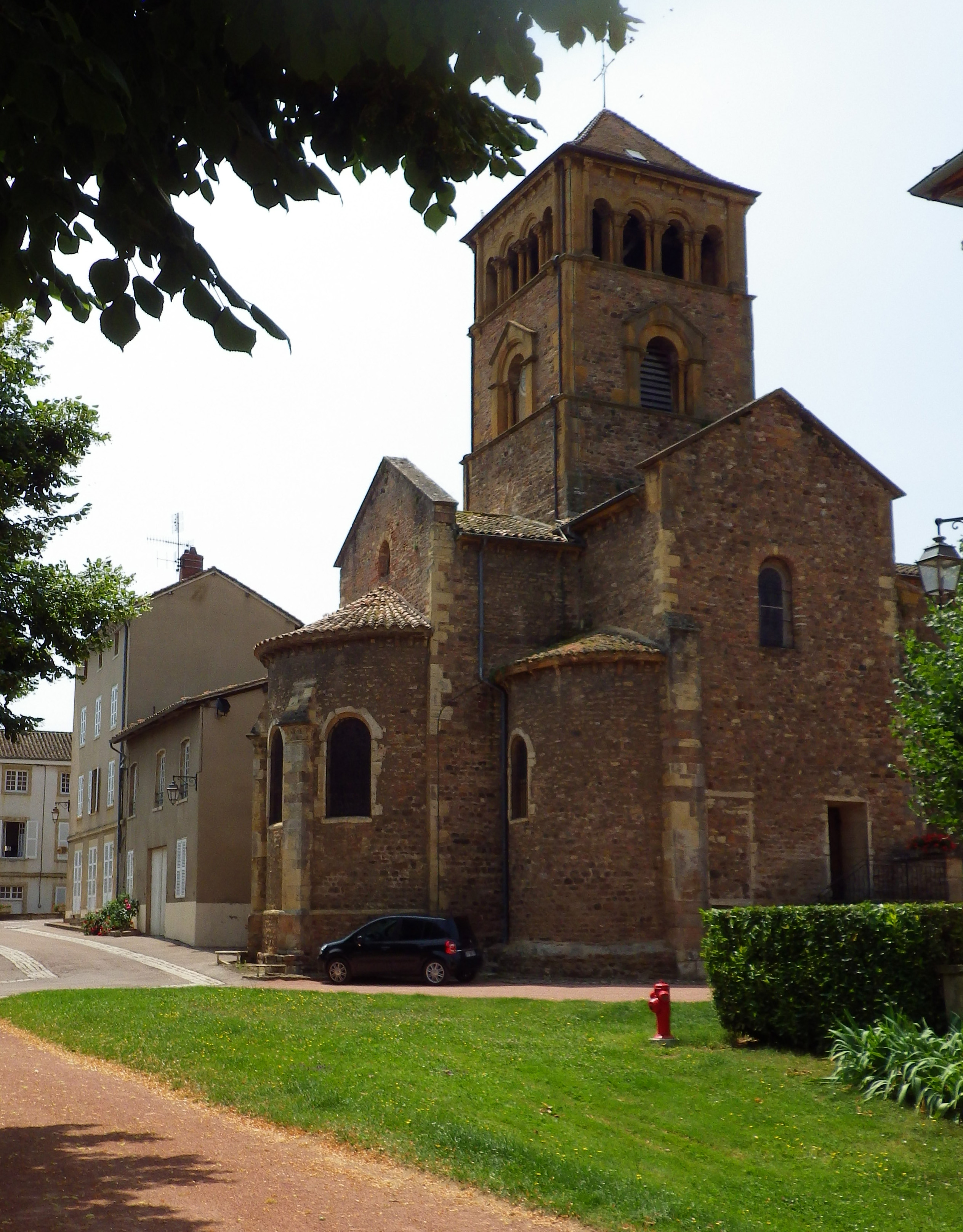
Kirche Saint-Martin